# 廖述鎮
廖述鎮（1952年09月9日—），台中縣大雅鄉（今臺中市大雅區）出生。台灣政治人物，為民主進步黨黨員，曾任第一屆臺中市(直轄市)議員。

## 學歷
- 三和國小畢業
- 大雅初中
- 新民商工
- 勤益技術學院 (已於2007年改制為國立勤益科技大學)[2][3]
- 日本玉山台灣研究班
- 美國聖地牙哥大學人力資源研究班[4]

## 經歷
- 民進黨全國黨員代表
- 民進黨台中縣黨部創黨黨員
- 台中縣黨部二任評議委員
- 台中縣黨部副執行長
- 大雅鄉農會第十二、十三、十四、十五、十六屆代表
- 台中縣議會第十四、十五屆、十六屆縣議員（民進黨黨團幹事長、黨團招集人）
- 第一屆臺中市議會(直轄市)議員

## 爭議
2021年12月28日打電話威脅臺灣民眾黨江和樹，被江和樹2021年12月28日下午提告公然侮辱與恐嚇。

## 資料來源
1. ↑  .   [2011-11-09]. （原始内容存档于2014-01-05）.
2. ↑  .   [2013-12-14]. （原始内容存档于2019-06-30）.
3. ↑  .   [2013-12-14]. （原始内容存档于2021-04-26）.
4. ↑  .   [2011-12-18]. （原始内容存档于2011-10-10）.
5. ↑  許國楨. . 自由時報. 2021-12-28  [2021-12-28]. （原始内容存档于2021-12-28）.
6. ↑  陳建志. . 自由時報. 2021-12-28  [2021-12-28]. （原始内容存档于2021-12-28）.
7. ↑  黃寅. . 聯合報. 2021-12-28  [2021-12-28]. （原始内容存档于2022-01-26）.

## 外部連結
- 台中市議會議員介紹 （页面存档备份，存于）
- 廖述鎮 Facebook